# Андреј Бели
Борис Николајевич Бугајев (рус. Бори́с Никола́евич Буга́ев; Москва, 26. октобар 1880 - Москва, 8. јануар 1934), познат под књижевним псеудонимом Андреј Бели (рус. Андре́й Бе́лый), био је руски песник, романописац, есејиста и књижевни теоретичар. Син угледног математичара Николаја Бугајева, Бели се школовао на природно-математичком факултету у Москви. Истовремено је интензивно проучавао савремену и класичну књижевност и филозофију. По естетичким и поетичким ставовима спада у млађу генерацију руских симболиста. На његова уверења снажно је утицао Кант, Ниче, Рикерт, Владимир Соловјов, а посебо антропозоф Рудолф Штајнер, чији је Бели био сарадник и следбеник. Спајајући драмске, епске и лирске елементе створио је нови књижевни жанр симфонију. Написао их је четири: Херојску, Драмску, Повратак и Пехар олују. Објавио је збирке песама: Злато у азуру, Урна и Пепео. Експериментисао је на плану језика у поеми Глосолалија. Тему Октобарске револуције обрадио је у поеми Христос Воскресе!
Објавио је неколико романа: Сребрни голуб, Петроград, Москва, Котик Летајев и Покрштени Кинез. У њима је језички инвентивно обрађивао теме односа интелигенције и народа, револуцију, апсурдност постојања и др. Теоријска гледишта објавио је у зборницима Симболизам, Арабеске, Зелена ливада и др. Веома су значајни и његови мемоари На граници двају векова, Почетак века и Између двеју револуција.